# JPR Cars Ltd.
JPR Cars Ltd., vorher JPR Cars inc., ist ein US-amerikanisches Unternehmen und ehemaliger Hersteller von Automobilen.

## Unternehmensgeschichte
Allen D. Smith gründete JPR Cars Inc. am 10. Oktober 1997 in Gloucester in Virginia. Eine andere Quelle nennt Topping in Virginia. Ann R. Smith ist ebenfalls im Unternehmen tätig. Später erfolgte die Umbenennung in JPR Cars Ltd. 1998 begann mit der Übernahme von Gatsby Coachworks die Produktion von Automobilen. Der Markenname lautete JPR. Etwa 2003 endete die Produktion. Es gibt keine Anzeichen dafür, dass aktuell noch Fahrzeuge gefertigt werden.
Es ist unklar, ob es eine Verbindung zu JPR Cars aus England gab.

## Fahrzeuge
Im Angebot standen Fahrzeuge im Stil der 1930er Jahre, wie sie vorher Gatsby herstellte.
Das Unternehmen nannte ein Modell Cabriolet.
Die Modelle Griffin, der dem Griffin von Gatsby entsprach, Wildcat, der wie der englische Wildcat von JPR Cars eine Nachbildung des Jaguar E-Type war, sowie der Woody Pick-Up als Kastenwagen und Pick-up mit Holzaufbau waren zumindest in Planung.